# Холмские
Холмские — старшая линия в роду князей тверских, угасшая в XVI веке. Род внесён в Бархатную книгу.
Всеволод Александрович, старший сын великого князя Александра Михайловича, получил в удел Холмское княжество. В XIV—XV в. князья Холмские претендовали на тверской великокняжеский стол и играли заметную роль в политической жизни Твери.
После перехода на службу к московским князьям Холмские в силу своей великой знатности породнились с местными правителями:
- князь Иван Всеволодович Холмский (ум. 1399) женат с 1397 года на дочери великого князя Дмитрия Донского - Анастасии Дмитриевне[4].
- князь Василий Данилович Холмский был женат на дочери Ивана III - Феодосии Ивановне (1485-1501г)[4].
- княжна Ульяна Михайловна Холмская, жена брата Ивана III - князя Бориса Васильевича Волоколамского (ум. 1494г)[4].

По женской линии (через Ховриных-Головиных) от знаменитого полководца Даниила Холмского происходил А. С. Пушкин. Музыку к трагедии Н. Кукольника «Князь Даниил Дмитриевич Холмский» (1840) написал Михаил Глинка.

## Род князей Холмских (поБархатной книге)[6]
- Всеволод, ум. 8.1.1366 г., кн. Холма, кн. Старицы, вел. кн. Твери

- - Юрий, кн. Холма
    - Дмитрий Холмский
      - Михаил
        - Василий
          - Даниил, *

        - Иван, *

      - Даниил, ум. 1493 г.
        - Семён, *
        - Василий, *

      - Василий, *
      - Иван
        - Иван Каша
          - Андрей
            - Пётр

  - Иван, ум. 1402 г., кн. Старицы, *